# Singalene
Singalene ou Sengalene (em francês: Sengalene, Senghalène ou Singalene) é uma vila localizada no Senegal, na baixa Casamansa. Faz parte da comunidade rural de Ucute, no distrito de Ludia Uolofe, no departamento de Oussouye e na região de Ziguinchor.